# Leander Paes
 (décembre 2018).
 (janvier 2019).
Leander Paes, né le 17 juin 1973 à Calcutta, est un joueur de tennis indien, professionnel depuis 1991.
Il est spécialisé dans le format de double, il a en effet remporté 18 tournois du Grand Chelem dans cette discipline: 8 en double messieurs et 10 en double mixte. Il a longtemps été associé à son compatriote Mahesh Bhupathi, puis avec les Tchèques Lukáš Dlouhý et Radek Štěpánek. 
En 2016, il devient le 5e joueur de l'histoire à remporter les quatre tournois du Grand Chelem en double et en double mixte. En 2018, il signe un 43e succès en double en équipe nationale et devient ainsi le joueur détenant le plus de victoires dans la discipline dans l'histoire de la Coupe Davis. Il est, à ce jour[Quand ?], le seul joueur de tennis à avoir participé à sept éditions des Jeux olympiques.
En simple, il a remporté un tournoi ATP à Newport, en 1998 et une médaille de bronze olympique.

## Biographie
Leander Paes grandit à Calcutta dans une famille de sportifs : sa mère Jennifer Paes (née Dutton) est joueuse professionnelle de basket-ball (capitaine de l'équipe indienne aux championnats d'Asie en 1980), et son père Vece Paes joue au hockey sur gazon et est membre de l'équipe médaillée de bronze aux Jeux olympiques d'été de 1972 à Munich. Il commence à jouer au tennis à l'âge de 5 ans.
En 1985, Leander Paes rejoint la Britannia Tennis Academy à Madras où il est entraîné par Dave O'Meara. En 1990, il gagne au Wimbledon junior et termine la saison numéro 1 mondial junior. Il devient professionnel en 1991 et remporte l'US Open junior la même année.
C'est lorsqu'il représente son pays que Leander Paes obtient ses meilleurs résultats. Membre de l'équipe indienne de Coupe Davis depuis 1990, il bat Henri Leconte puis Arnaud Boetsch en quart de finale dans les arènes de Fréjus en 1993, avant que la victoire de Ramesh Krishnan sur Rodolphe Gilbert dans le 5e match qualifie l'Inde pour les demi-finales. Aux Jeux olympiques d'été de 1996 à Atlanta, sa médaille de bronze fait de lui le premier Indien lauréat d'une médaille individuelle depuis Khashaba Dadasaheb Jadhav en 1952. Alors classé 126e mondial, il parvient à éliminer trois joueurs du top 30: Richey Reneberg, Thomas Enqvist et Renzo Furlan. Il est battu en demi-finale par Andre Agassi et s'impose finalement dans le match pour la 3e place contre le Brésilien Fernando Meligeni. A Newport, en 1998, il remporte son seul tournoi en simple à l'heure actuelle. Son meilleur classement mondial reste la 73e place le 24 août 1998.
C'est en double que Leander Paes confirme pleinement les résultats obtenus chez les juniors, atteignant le premier rang mondial le 21 juin 1999. Il remporte d'ailleurs huit tournois du Grand Chelem: trois Roland-Garros en 1999, 2001 et 2009, Wimbledon en 1999, trois US Open en 2006, 2009 et 2013, et l'Open d'Australie en 2012. Cette dernière victoire lui permet de réaliser le Grand Chelem en carrière en double.
De 1996 à 2002, Leander Paes a fait équipe avec son compatriote Mahesh Bhupathi. Les deux partenaires ont remporté ensemble 23 tournois, dont 3 du Grand Chelem. Ils reçoivent en outre la Padma Shri en 2001. Ensuite, Paes a notamment joué avec les Tchèques David Rikl et Martin Damm avec lequel il a remporté l'US Open 2006. Damm et Paes ont participé en novembre 2007 au Masters de Shanghai (c'est la deuxième fois pour la paire Paes/Damm) en comptant bien ajouter un trophée à des palmarès dignes des meilleurs spécialistes de double, mais ils s'inclinent en demi-finale face à Simon Aspelin et Julian Knowle sur le score de 6-4, 6-4. Leander Paes fait équipe en 2008 avec l'expérimenté Australien Paul Hanley mais après un début de saison médiocre, il entame une nouvelle collaboration avec le Tchèque Lukáš Dlouhý. Dans le but de ramener une médaille d'or des Jeux olympiques de Pékin, il retrouve son ancien partenaire Mahesh Bhupathi avec lequel il a connu ses plus grands succès mais ils sont battus en quart de finale par Roger Federer et Stanislas Wawrinka, les futurs champions olympiques. En 2009, il s'impose à Roland Garros puis à l'US Open aux côtés de Dlouhý.
En dehors du circuit professionnel, il remporte la médaille de bronze des Jeux du Commonwealth en 2010 en double avec Mahesh Bhupathi.
En 2012, il décide d'avoir pour partenaire de double attitré Radek Štěpánek. Ce partenariat s'avère gagnant puisqu'ils gagnent l'Open d'Australie et le tournoi de Miami. En 2013, il est en demi-finale de Wimbledon et gagne l'US Open, toujours avec Radek Štěpánek.
Leander Paes est devenu fin 2003 capitaine de l'équipe de Coupe Davis indienne en remplacement de Ramesh Krishnan.

### Saison 2016
Leander Paes connaît une saison difficile, après de nombreuses défaites et aucun titre à son palmarès cette année. Néanmoins, il réalise, à cheval sur deux années, le Grand Chelem en double mixte, aux côtés de Martina Hingis.
Il devient le premier joueur de l'histoire du tennis à participer à 7 Jeux Olympiques. Mais cette participation historique est ternie par des divergences avec sa fédération et ses compatriotes Sania Mirza et Rohan Bopanna, avec qui il entretient des rapports difficiles depuis quelques années. En effet, la Fédération Indienne de Tennis a décidé d'aligner ces deux derniers en double mixte alors que Leander Paes venait de remporter le Grand Chelem dans cette discipline. Il s'oppose à cette décision, la jugeant anormale, ce qui lui vaut une réponse virulente de sa compatriote, le qualifiant de « personne toxique ». Les deux hommes sont, quant à eux, alignés ensemble et s'inclinent au 1er tour face à Łukasz Kubot et Marcin Matkowski. 
Étant donné qu'il ne participera pas aux Jeux Olympiques de Tokyo en 2021, sa série de participations aux épreuves olympiques s'arrête au nombre de 7. C'est un record dans la discipline du tennis.

### Saison 2017
En manque de résultat sur les deux saisons précédentes en double messieurs en raison de l'absence d'un partenaire fixe, Leander Paes décide de s'associer pour toute la saison 2017 au Brésilien André Sá. Ils participent, tout d'abord, au tournoi de Chennai, où ils s'inclinent dès le 1er tour contre Purav Raja et Divij Sharan. En marge de la compétition, une rumeur circule, selon laquelle l'Indien ne tarderait pas à prendre sa retraite. Elle est rapidement démentie par l'intéressé, âgé de 43 ans, qui précise prendre encore du plaisir à jouer au tennis, espérant pratiquer encore quelques années, et qu'il s'agissait d'une phrase sortie de son contexte. Les deux joueurs s'envolent ensuite pour Auckland où ils réalisent leur première performance, en écartant les têtes de série no 1, Treat Huey et Max Mirnyi, en 2 sets. Ils chutent en 1/4 de finale contre Marcus Daniell et Marcelo Demoliner (3-6, 64-7). On les retrouve pour la troisième semaine consécutive à l'Open d'Australie. À nouveau opposés à Huey et Mirnyi, Leander Paes et André Sá sont défaits au 1er tour, après un match accroché (6-4, 63-7, 4-6). En double mixte, l'Indien atteint les 1/4 de finale aux côtés de sa partenaire habituelle, Martina Hingis. Ils sont éliminés par Samantha Stosur et Sam Groth (3-6, 2-6). Il est sélectionné pour participer au 1er tour de Coupe Davis du groupe 1 Asie/Océanie contre la Nouvelle-Zélande. Associé à Vishnu Vardhan, il s'incline lors de l'épreuve du double face à Artem Sitak et Michael Venus (6-3, 3-6, 66-7, 3-6). L'Inde se qualifie par la suite pour les qualifications aux éliminatoires du groupe mondial.
Il reprend la compétition au tournoi de Delray Beach, associé à Lu Yen-hsun. Ils battent au 1er tour Bjorn Fratangelo et Taylor Fritz (7-67, 6-3), puis Bob et Mike Bryan (7-64, 2-6, [10-7]) avant d'être éliminé en 1/2 finale par Treat Huey et Max Mirnyi (2-6, 1-6). C'est la troisième fois en moins de 2 mois que l'Indien affronte ces deux joueurs. Il enchaîne la semaine suivante, à Dubaï, aux côtés de Guillermo García-López. Ils éliminent tout d'abord James Cerretani et Philipp Oswald (6-2, 6-4), puis Daniel Nestor et Édouard Roger-Vasselin (7-63, 7-66) mais s'inclinent en 1/2 finale contre Rohan Bopanna et Marcin Matkowski (3-6, 6-3, [6-10]). Il s'associe ensuite à Juan Martín del Potro pour le premier Masters 1000 de la saison, à Indian Wells, en recevant une invitation. Les deux hommes sont battus dès le 1er tour par Gilles Müller et Sam Querrey (3-6, 4-6). Il clôt cette première partie de saison sur dur avec deux tournois Challenger. Le premier à Irving aux côtés de Dustin Brown. Malheureusement, ils sont éliminés pour leur entrée en lice par Oliver Marach et Fabrice Martin (1-6, 6-3, [4-10]). Le second a lieu à León, au Mexique, dont il est le finaliste sortant. Accompagné d'Adil Shamasdin, il remporte le tournoi en battant en finale Luca Margaroli et Caio Zampieri (6-1, 6-4).
Il entame sa saison sur terre battue avec le tournoi de Houston où il retrouve André Sá. Ils s'inclinent au 1er tour contre les frères Bryan (0-6, 4-6). Ils sont ensuite dominés en 1/4 de finale du Challenger de Sarasota par Stefan Kozlov et Peter Polansky (3-6, 6-3, [7-10]). Il remporte la semaine suivante le Challenger de Tallahassee avec Scott Lipsky, en battant en finale Máximo González et Leonardo Mayer (4-6, 7-65, [10-7]).
Il enchaîne pour une quatrième semaine consécutive de compétition avec l'ATP 250 d'Estoril aux côtés de André Sá. Ils écartent pour leur entrée en lice Renzo Olivo et Benoît Paire (7-61, 6-2) avant d'être battus en 1/4 de finale par Nicolás Almagro et Guillermo García-López (62-7, 6-4, [8-10]). Il met fin à sa collaboration avec André Sá et finira la saison sur terre avec l'Américain Scott Lipsky. Ils sont tout d'abord écartés en 1/2 finale du Challenger de Bordeaux par Purav Raja et Divij Sharan (2-6, 3-6). Ils poursuivent ensuite avec le tournoi de Genève où ils battent au 1er tour David Marrero et Tommy Robredo (63-7, 7-63, [10-4]), puis bénéficient du forfait de Rogério Dutra Silva et Paolo Lorenzi avant de s'incliner en 1/2 finale contre Jean-Julien Rojer et Horia Tecău (3-6, 6-3, [3-10]). À Roland Garros, ils dominent dans un premier temps Radu Albot et Chung Hyeon (7-65, 4-6, 6-2), puis retrouvent à nouveau David Marrero et Tommy Robredo, qui prennent leur revanche (63-7, 2-6). Tenant du titre en double mixte avec Martina Hingis, ils perdent dès le 1er tour contre Katarina Srebotnik et Raven Klaasen (4-6, 6-1, [2-10]). Il conclut sa saison sur terre en République tchèque, au Challenger de Prostějov. Accompagné de David Marrero, ils sont battus en 1/2 finale par Roman Jebavý et Hans Podlipnik-Castillo (3-6, 4-6).
Scott Lipsky et Leander Paes commencent la saison sur gazon au tournoi de Bois-le-Duc. Ils écartent au 1er tour Steve Darcis et Gilles Müller (7-5, 6-4) avant de s'incliner en 1/4 de finale contre Raven Klaasen et Rajeev Ram (4-6, 4-6). Il remporte la semaine suivante le Challenger d'Ilkley aux côtés d'Adil Shamasdin en battant en finale Brydan Klein et Joe Salisbury (2-6, 6-2, [10-8]). Il s'agit de leur 2e titre de la saison ensemble en Challenger. Les deux hommes continuent sur leur lancée au tournoi d'Antalya en dominant Wesley Koolhof et Matwé Middelkoop (3-6, 7-5, [11-9]), puis Carlos Berlocq et João Sousa (6-1, 6-2). Ils sont éliminés en 1/2 finale par Oliver Marach et Mate Pavić (4-6, 4-6). Malheureusement, leur belle performance sur herbe ne leur permettra pas d'aller plus loin que le 1er tour à Wimbledon. En effet, Adil Shamasdin et Leander Paes sont surpris dès leur entrée en lice par Julian Knowle et Philipp Oswald, alors qu'ils menaient 2 sets à 0 (6-4, 6-4, 2-6, 62-7, 8-10). Associé depuis 2015 à Martina Hingis en double mixte, il joue cette année avec la Chinoise Xu Yifan mais sont dominés dès le 1er tour par Fabrice Martin et Raluca Olaru (7-5, 3-6, 2-6). L'Indien clôt sa saison sur gazon par le tournoi de Newport, associé à Sam Groth. Les deux hommes écartent Marco Chiudinelli et Adrian Mannarino (6-3, 7-62), puis Wesley Koolhof et Artem Sitak (6-4, 6-1). Ils s'inclinent aux portes de la finale face à Aisam-Ul-Haq Qureshi et Rajeev Ram (6-4, 66-7, [9-11]), après s'être procuré 8 balles de match dans le 2e set.
Il revient un temps sur terre battue et dispute le tournoi de Gstaad avec Antonio Šančić. Ils sont éliminés dès le 1er tour par Thomaz Bellucci et André Sá (3-6, 2-6). Il entame ensuite sa saison américaine estivale sur dur par le Masters 1000 de Cincinnati, aux côtés d'Alexander Zverev. Ils perdent au 1er tour face à Feliciano López et Marc López. (6-2, 62-7, [6-10]). À partir de là, il décide de s'associer jusqu'à la fin de la saison avec son compatriote Purav Raja. Les deux hommes entament leur collaboration à Winston-Salem où ils s'inclinent d'entrée contre Paolo Lorenzi et Franko Škugor (7-63, 3-6, [5-10]). Ils débarquent la semaine suivante à l'US Open. Faciles vainqueurs au 1er tour de Janko Tipsarević et Viktor Troicki (6-1, 6-3), ils sont surpris au tour suivant par les Russes Karen Khachanov et Andrey Rublev (4-6, 67-7). Par ailleurs, Leander Paes n'est pas aligné en double mixte, une première pour lui depuis Roland Garros 2014.
Il fait son retour à la compétition mi-septembre à l'occasion du tournoi de Saint-Pétersbourg. Purav Raja et lui passent le 1er tour en battant James Cerretani et Fabio Fognini (6-3, 6-4), puis s'imposent en 1/4 de finale contre Marcus Daniell et Marcelo Demoliner (6-4, 6-2). Leur parcours s'arrête en 1/2 finale face à Julio Peralta et Horacio Zeballos (6-4, 3-6, [7-10]). Présents la semaine suivante à Shenzhen, ils abandonnent dès le 1er tour après la perte du 1er set en raison de douleurs au bas du dos ressenties par Leander Paes. On les retrouve deux semaines plus tard à Stockholm où ils sont battus dès le 1er tour par Jack Sock et Nenad Zimonjić (6-3, 63-7, [8-10]). Leander Paes conclut sa saison sur le circuit secondaire en s'inclinant tout d'abord en 1/4 de finale du Challenger de Brest contre Tristan Lamasine et Hugo Nys (6-2, 68-7, [3-10]). Purav Raja et lui s'envolent ensuite pour les États-Unis où ils tombent à nouveau en 1/4 de finale à Charlottesville contre Denis Kudla et Danny Thomas (62-7, 2-6). Ils terminent leur saison avec brio en remportant deux Challenger d'affilée. Le premier à Knoxville en écartant en finale James Cerretani et John-Patrick Smith (7-64, 7-64). Le second à Champaign en battant en finale Ruan Roelofse et Joe Salisbury (6-3, 65-7, [10-5]).
Bilan: Leander Paes a remporté 5 Challenger et atteint à 6 reprises les 1/2 finales d'un tournoi ATP. Il termine l'année à la 63e place mondiale en double, soit un recul de 4 places par rapport au début de saison (59e le 2 janvier).

### Saison 2018
Leander Paes poursuit sa collaboration avec Purav Raja et commence sa saison à Pune, en Inde. Ils sont défaits dès le 1er tour par leurs compatriotes Rohan Bopanna et Jeevan Nedunchezhiyan (3-6, 2-6). Même résultat à Sydney la semaine suivante, battus par Marcin Matkowski et Aisam-Ul-Haq Qureshi (7-64, 68-7, [7-10]) malgré 2 balles de match. À l'Open d'Australie, ils battent au 1er tour Nikoloz Basilashvili et Andreas Haider-Maurer, puis font sensation au tour suivant en écartant en 3 sets les numéros 5 mondiaux Jamie Murray et Bruno Soares après avoir sauvé une balle de match. Ils sont terrassés au tour suivant par les Colombiens Juan Sebastián Cabal et Robert Farah (1-6, 2-6). 
La semaine suivante, Leander Paes s'envole pour les États-Unis où il remporte aux côtés de James Cerretani le Challenger de Newport Beach en battant en finale Treat Huey et Denis Kudla (6-4, 7-5). Il réintègre grâce à ce titre le top 50 en double. Il s'incline la semaine suivante en finale du Challenger de Dallas aux côtés de Joe Salisbury contre  Jeevan Nedunchezhiyan et Christopher Rungkat (4-6, 6-3, [7-10]). Il retrouve Purav Raja et s'aligne au tournoi de Long Island où il est éliminé dès le 1er tour par Max Mirnyi et Philipp Oswald (3-6, 4-6). Même résultat à Delray Beach, battus par Jack Sock et Jackson Withrow (3-6, 2-6). Leander Paes s'envole ensuite pour Dubaï où il s'associe à James Cerretani. Les deux hommes, invités au tournoi, écartent coup sur coup Andreas Haider-Maurer et Florian Mayer, les têtes de série no 4 Raven Klaasen et Michael Venus, et Damir Džumhur et Filip Krajinović. Ils chutent en finale contre Jean-Julien Rojer et Horia Tecău (2-6, 62-7).
Il fait son retour à la compétition un mois plus tard lorsque Mahesh Bhupathi, capitaine de l'équipe d'Inde de Coupe Davis, fait appel à lui pour disputer le 2e tour contre la Chine dans le groupe 1 Asie/Océanie. Il remporte le point du double aux côtés de Rohan Bopanna et permet à l'Inde de se qualifier pour les barrages du groupe mondial alors que son pays était mené 2 à 0 à l'issue de la première journée. Il signe ainsi son 43e succès en double en équipe nationale et devient le joueur détenant le plus de victoires dans cette discipline dans l'histoire de la Coupe Davis.
En préparation pendant plus de 4 mois pour les Jeux asiatiques, auquel il ne prendra finalement pas part, il revient à la compétition à l'occasion du tournoi de Newport où il s'aligne à nouveau aux côtés de James Cerretani. Ils écartent au 1er tour Luke Bambridge et Jonny O'Mara mais s'inclinent en 1/4 de finale contre Austin Krajicek et Jeevan Nedunchezhiyan (3-6, 63-7). Ils disputent ensuite le tournoi d'Atlanta où ils s'inclinent d'entrée contre Mike Bryan et Frances Tiafoe (5-7 1-6). Ils enchaînent avec une troisième défaite consécutive à Washington contre Divij Sharan et Artem Sitak (62-7, 6-3, [7-10]). À Winston-Salem, les deux hommes dominent tour à tour Ben McLachlan et Jan-Lennard Struff, Máximo González et Marc López, Artem Sitak et Aisam-Ul-Haq Qureshi avant de s'incliner en finale contre Jean-Julien Rojer et Horia Tecău (4-6, 2-6), comme à Dubaï. Toutefois, James Cerretani et lui ne parviennent pas à enchaîner et chutent d'entrée à l'US Open contre Jérémy Chardy et Fabrice Martin (3-6, 4-6).
En septembre, Leander Paes commence une collaboration avec le Mexicain Miguel Ángel Reyes-Varela. Les deux hommes atteignent la finale du Challenger de Chicago, s'inclinant contre Luke Bambridge et Neal Skupski (3-6, 4-6). Ils s'alignent ensuite au tournoi de Saint-Pétersbourg où ils battent les têtes de série no 1 Dominic Inglot et Franko Škugor avant d'être éliminés en 1/4 de finale par Matteo Berrettini et Fabio Fognini (64-7, 3-6). À Chengdu, ils sont dominés d'entrée par Ivan Dodig et Mate Pavić (6-4, 3-6, [5-10]). Miguel Ángel Reyes-Varela et lui enchaînent en octobre avec une nouvelle finale au Challenger de Monterrey, perdant contre Jeevan Nedunchezhiyan et Marcelo Arévalo (1-6, 4-6). Ils remportent la semaine suivante le Challenger de Saint-Domingue en s'imposant en finale contre Ariel Behar et Roberto Quiroz (4-6, 6-3, [10-5]). Très en forme, le duo revient en Europe et prend part au tournoi d'Anvers où il est défait d'entrée par Divij Sharan et Artem Sitak (5-7, 4-6). Leander Paes et Miguel Ángel Reyes-Varela enchaînent avec une sixième semaine de compétition d'affilée au Challenger de Brest. Ils se hissent en finale pour la quatrième fois en l'espace d'un mois et demi mais sont une nouvelle fois battus par les Belges Sander Gillé et Joran Vliegen (6-3, 4-6, [2-10]).

## Palmarès

### En double messieurs
| 54 titres en double | 8 G. Chelem | 8 G. Chelem | 8 G. Chelem | 8 G. Chelem | 0 Masters  | 0 Masters  | 0 Masters   | 0 Masters   | 13 Masters 1000 | 13 Masters 1000 | 13 Masters 1000 | 13 Masters 1000 | 6 ATP 500           | 6 ATP 500           | 6 ATP 500           | 6 ATP 500           | 27 ATP 250          | 27 ATP 250          | 27 ATP 250     | 27 ATP 250     | 0 JO           | 0 JO           | 0 JO           | 0 JO           |
| 54 titres en double | 35 sur dur  | 35 sur dur  | 35 sur dur  | 35 sur dur  | 35 sur dur | 35 sur dur | 4 sur gazon | 4 sur gazon | 4 sur gazon     | 4 sur gazon     | 4 sur gazon     | 4 sur gazon     | 13 sur terre battue | 13 sur terre battue | 13 sur terre battue | 13 sur terre battue | 13 sur terre battue | 13 sur terre battue | 2 sur moquette | 2 sur moquette | 2 sur moquette | 2 sur moquette | 2 sur moquette | 2 sur moquette |

## Classements ATP en fin de saison
| Année          | 1991 | 1992 | 1993 | 1994 | 1995 | 1996 | 1997 | 1998 | 1999 | 2000 | 2001 | 2002 | 2003 | 2004 | 2005 | 2006 | 2007 | 2008 | 2009 | 2010 | 2011 | 2012 | 2013 | 2014 | 2015 | 2016 | 2017 | 2018 |
| Rang en simple | 278  | 194  | 178  | 133  | 132  | 128  | 114  | 91   | -    | 153  | 298  | 949  | 1018 | -    | 1124 | -    | -    | -    | -    | -    | -    | -    | -    | -    | -    | -    | -    | -    |
| Rang en double | 481  | 214  | 89   | 142  | 76   | 89   | 14   | 4    | 1    | 85   | 9    | 33   | 13   | 13   | 12   | 12   | 12   | 10   | 8    | 5    | 8    | 3    | 10   | 29   | 41   | 59   | 63   | 64   |

Source : (en) Classements de Leander Paes sur le site officiel de la Fédération internationale de tennis
| Précédé par     | Dates                   | Suivi par    | Nombre de semaines | Cumul |
| Mahesh Bhupathi | 21/06/1999 - 19/03/2000 | Jared Palmer | 39                 | 39    |

## Victoires sur le top 50
Toutes ses victoires sur des joueurs classés dans le top 50 de l'ATP lors de la rencontre.
| Légende         |
| Grand Chelem    |
| Jeux olympiques |
| Masters 1000    |
| 500 Series      |
| 250 Series      |
| Coupe Davis     |

| #  | L.P.   | Tournoi         | Année | Surface      | Adversaire          | Rang  | Tour           | Score                     |
| -- | ------ | --------------- | ----- | ------------ | ------------------- | ----- | -------------- | ------------------------- |
| 1  | no 203 | Coupe Davis     | 1993  | Gazon        | Jakob Hlasek        | no 41 | 1er tour       | 7-5, 6-1, 6-2             |
| 2  | no 208 | Coupe Davis     | 1993  | Terre battue | Arnaud Boetsch      | no 25 | 1/4 de finale  | 6-4, 7-5, 6-4             |
| 3  | no 199 | Toulouse        | 1993  | Dur          | Marc-Kevin Goellner | no 31 | 1er tour       | 3-6, 7-63, 6-4            |
| 4  | no 151 | Coupe Davis     | 1994  | Gazon        | Wayne Ferreira      | no 13 | Barrages       | 6-3, 6-4, 7-5             |
| 5  | no 123 | Coupe Davis     | 1995  | Gazon        | Goran Ivanišević    | no 7  | Barrages       | 6-74, 4-6, 7-63, 6-4, 6-1 |
| 6  | no 132 | Coupe Davis     | 1996  | Gazon        | Jan Siemerink       | no 20 | 1er tour       | 7-62, 2-6, 7-63, 7-65     |
| 7  | no 80  | Newport         | 1996  | Gazon        | Byron Black         | no 29 | 1/4 de finale  | 6-1, 3-6, 6-4             |
| 8  | no 126 | Jeux olympiques | 1996  | Dur          | Richey Reneberg     | no 20 | 1er tour       | 6-7, 7-6, 1-0, ab.        |
| 9  | no 126 | Jeux olympiques | 1996  | Dur          | Thomas Enqvist      | no 10 | 1/8 de finale  | 7-5, 7-6                  |
| 10 | no 126 | Jeux olympiques | 1996  | Dur          | Renzo Furlan        | no 26 | 1/4 de finale  | 6-1, 7-5                  |
| 11 | no 110 | US Open         | 1997  | Dur          | Arnaud Boetsch      | no 31 | 2e tour        | 6-4, 6-0, 2-1, ab.        |
| 12 | no 112 | New Haven       | 1998  | Dur          | Marc Rosset         | no 43 | 1er tour       | 6-3, 6-0                  |
| 13 | no 112 | New Haven       | 1998  | Dur          | Pete Sampras        | no 2  | 1/8e de finale | 6-3, 6-4                  |
| 14 | no 102 | Newport         | 1999  | Gazon        | Wayne Ferreira      | no 32 | 2e tour        | 6-2, 6-2                  |